# ジャン＝ジャック・ドージィ

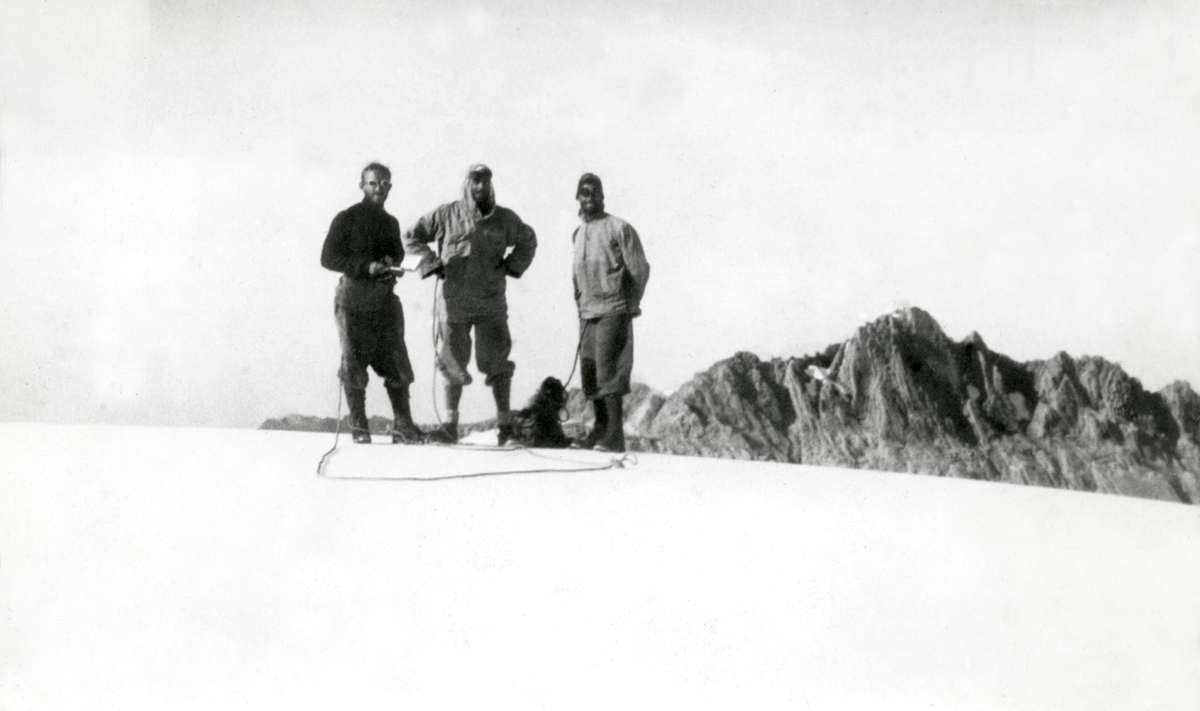
ジャン＝ジャック・ドージィ (1936)

ジャン＝ジャック・ドージィ（Jean-Jacques Dozy、1908年6月18日 - 2004年11月1日）は、オランダの地質学者である。

## 生涯
ドージィは1908年、ロッテルダムの警察官の家に生まれた。1930年代前半にライデンで学び、ライデン地質学会を設立した。在学中にはベルガモの山に登り、登山を好んだ。卒業後はオランダ領東インドに地質学者として渡り、ロイヤル・ダッチ・シェルおよびその子会社のバタヴィア石油会社に退職する1966年まで勤務した。この間にインドネシアやオランダだけでなく、グアテマラ、ベネズエラ、イラン等にも渡っている。その後1980年にはデルフト工科大学の名誉教授となった。

## 業績
1936年10月からドージィはプンチャック・ジャヤの探検に参加し、アントン・コレインらと行動を共にした。1936年の末には岩層を発見し、これは現在のグラスベルグ鉱山に相当している。1939年には出版物を出す物の、第二次世界大戦中でありそれは注目される事がなかった。しかしながら、20年ほど経ったのちに評価され、現在のグラスベルグ鉱山の発展に至っている。